# Имакия
Имакия, также известен как Кимакия — исчезнувший средневековый азиатский город кимаков, стоявший на территории Казахстана, летняя резиденция правителя (вторая столица) Кимакского каганата. Имакия вместе с другим городом, Хакан-Кимаком, располагалась на Иртыше.
В IX—XIII веках по берегам Иртыша располагались укрепления и города кимаков, кочевья найманов.
Большую роль в развитии материальной культуры этих племён сыграл Великий шёлковый путь, от основной трассы которого отходили дороги на Алтай, к Зайсану, Тарбагатаю, в Семипалатинскую степь.
Летняя резиденция и столица каганского удела Кимакского каганата, Имакия была наиболее крупным городом, принадлежавшим в то время (раннее Средневековье) кимакам. Основанный в начале IX века, город располагал каганской крепостью, монетным двором кагана и крупным кимакским военным гарнизоном, имелись в нём также большие базары и храмы.
На севере от Имакии находилась главная столица Кимакского каганата — Хакан-Кимак.
Точное местоположение пока наукой не установлено.